# Перекосы
Перекосы (укр. Перекоси) — село в Войниловской поселковой общине Калушского района Ивано-Франковской области Украины.
Население по переписи 2001 года составляло 772 человека. Занимает площадь 9,66 км². Почтовый индекс — 77328. Телефонный код — 03472.